# Bouteloua disticha
Bouteloua disticha är en gräsart som först beskrevs av Carl Sigismund Kunth, och fick sitt nu gällande namn av George Bentham. Bouteloua disticha ingår i släktet Bouteloua och familjen gräs. Inga underarter finns listade i Catalogue of Life.